# Теметєв Олександр Олександрович
Олександр Олександрович Теметєв (нар. 24 лютого 1942, Берегове, Угорщина) — український футбольний арбітр.
Перші ази футбольної феміди засвоював у Львівському державному інституті фізичної культури, до якого вступив у 1962 році. 1975 року розпочав арбітраж поєдинків першої ліги, а через два роки — вищої ліги. 23 квітня 1978 року дебютував як головний арбітр. У тому матчі московський ЦСКА переміг єреванський «Арарат». З 13 липня 1979 року — суддя всесоюзної категорії.
9 травня 1981 року обслуговував фінал кубка СРСР разом з Мирославом Ступаром і Миколою Брєєвим. Після матчу бригаду арбітрів за висококваліфіковане суддівство особисто привітав президент ФІФА Жоао Авеланж. За підсумками сезону був включений до списку десяти найкращих футбольних арбітрів.
Протягом десяти сезонів обслуговував матчі чемпіонату СРСР у вищій лізі. Провів як головний рефері 90 поєдинків, а в 33 матчах був боковим суддею. Як лайсмен провів по дві зустрічі в Кубку європейських чемпіонів і Кубку УЄФА.
Півтора десятка років очолював Закарпатську обласну колегію футбольних суддів. З червня 1987 і до кінця наступного року працював на посаді начальника команди ужгородського «Закарпаття».
Із 1992 року був делегатом-інспектором у вищій та першій лізі чемпіонату України серед команд майстрів.